# Sebastian Eckstein
Sebastian Eckstein (ur. ok. 1711 w Brnie, zm. po 1757) – malarz, pochodzący z Moraw, specjalizujący się w malarstwie monumentalnym. 
Jego ojcem był Franz Gregor Ignaz Eckstein, który uczył syna w mieście rodzinnym. Sebastian od około lat 1737–1739 działał w Koronie Polskiej. Jego styl – to połączenie elementów późnego baroku i rokoka.
Przed 1754 przeniósł się do Warszawy, gdzie zakupił kamienicę przy Rynku Starego Miasta.
Prace
- We Lwowie freski: w kościele Jezuitów (1741, zaczęte przez ojca) i w zakrystii oraz skarbcu kościoła Bernardynów (1742)[2],
- W kościele w Krasnem (1747),
- W kościele w Tykocinie (1749, część zachowana),
- W pałacu hetmana Jana Klemensa Branickiego w Warszawie (1754, niezachowane);
- Projektował wystrój i ołtarze kościoła św. Wawrzyńca w dzielnicy Wola w Warszawie (1753, niezachowane).

Zdaniem dr Agaty Dworzak, można by rozważyć, czy Sebastian Eckstein, blisko związany z architektem Bernardem Meretynem i rzeźbiarzem Marcinem Ryńskim, nie był autorem fresków w kaplicy Wiśniowieckich w katedrze łacińskiej we Lwowie.
Był żonaty z Krystyną z d. Sztycynger.